# Toronto-Dominion Bank
Toronto-Dominion Bank (Banque Toronto-Dominion) eller TD Bank Group er en canadisk multinational bank med hovedkvarter i Toronto. Virksomheden blev etableret 1. februar 1955 gennem en fusion mellem Bank of Toronto og The Dominion Bank. Banken har over 89.000 ansatte og over 26 mio. kunder.